# Eurylophella verisimilis
Eurylophella verisimilis je druh jepice z čeledi Ephemerellidae. Žije v Severní Americe. Jako první tento druh popsal kanadský entomolog James Halliday McDunnough v roce 1930.